# Décès en mai 1963
Décès
- 1959
- 1960
- 1961
- 1962
- 1963
- 1964
- 1965
- 1966
- 1967

Pour une information complémentaire, voir la page d'aide.

| Date  | Nom             | Pays                   | Activités                                   | Âge | Source |
| ----- | --------------- | ---------------------- | ------------------------------------------- | --- | ------ |
| 2 mai | Van Wyck Brooks | Drapeau des États-Unis | Critique littéraire et biographe américain. | 77  |        |